# Valle di Rostino
Valle di Rostino (in francese Valle-di-Rostino, in corso E Valle di Rostinu) è un comune francese di 133 abitanti situato nel dipartimento dell'Alta Corsica nella regione della Corsica.
Valle di Rostino è un comune francese
 sparso formato da quattro centri abitati: Valle, Terlaia, Casa Pitti e Grate.

## Società

### Evoluzione demografica
Abitanti censiti